# Нишма
Нишма — река в России, протекает в протекает в Сямженском районе Вологодской области. Устье реки находится в 35 км по правому берегу реки Шиченга. Длина реки составляет 27 км в 15 км от устья по правому берегу принимает реку Узьмица.
Исток Нишмы находится в заболоченном лесном массиве в 13 км к юго-востоку от деревни Георгиевская (центра сельского поселения Коробицынское). Река течёт на запад, сильно петляя, по ненаселённому лесу, ближе к устью на левом берегу — нежилая деревня Вахрунино. Нишма впадает в Шиченгу в районе обширных Шиченгских болот вокруг Шиченгского озера.

## Данные водного реестра
По данным государственного водного реестра России относится к Двинско-Печорскому бассейновому округу, водохозяйственный участок реки — озеро Кубенское и реки Сухона от истока до Кубенского гидроузла, речной подбассейн реки — Сухона. Речной бассейн реки — Северная Двина.
Код объекта в государственном водном реестре — 03020100112103000005757.